# TSV Speyer
Der Turn - und Sportverein 1847 Speyer e. V. ist ein deutscher Sportverein mit Sitz in der kreisfreien rheinland-pfälzischen Stadt Speyer. Bekannt ist er durch seine Männer-Mannschaft der Basketball-Abteilung, welche in den 1990er Jahren zeitweise in der 2. Bundesliga spielte. Zudem spielt die erste Männer-Mannschaft der Volleyball-Abteilung derzeit in der dritten Liga. Die Handballabteilung bildet nach Turnen die mitgliederstärkste Abteilung in den Ballsportarten. Die Herrenmannschaft spielt aktuell in der Oberliga Pfalz.

## Abteilungen

### Basketball

#### Männer
Mitte der 1960er Jahre bildete sich eine Männer-Mannschaft aus Mitgliedern der Christlichen Vereinigung Junger Männer Speyer. Mit ca. 30 Spielern schlossen sich diese Mitglieder schließlich am 1. September 1970 zusammen dem TSV an, um dort eine eigene Abteilung zu begründen. Diese Mannschaft stieg in den folgenden Jahren schnell in die Landesliga auf, was nach dem Weggang des bisherigen Trainers aber schwer zu halten war. Trotzdem schaffte man es weiter in die Oberliga und wurde hier im Jahr 1980 Meister. Dafür wurden sie auch von der Stadt Speyer als Mannschaft des Jahres ausgezeichnet. Obwohl man als Meister dazu berechtigt war nun in die Regionalliga aufzusteigen, nahm man diese Möglichkeit nicht war und verblieb erst einmal in der Spielklasse, um die Nachwuchsspieler besser zu fördern. Mit einer verjüngten Mannschaft gelang schließlich in der Saison 1981/82 noch einmal die Meisterschaft, diesmal nahm man das Recht zum Aufstieg schließlich auch war. In der dritthöchsten Spielklasse erreichte die Mannschaft nun gleich in der Debüt-Saison den dritten Platz. Nun rückte das Ziel des Aufstiegs in die 2. Bundesliga ins Auge. Erstmals zur Saison 1983/84 wurde dieses Unterfangen probiert, hier reichte ein zweiter Platz jedoch noch nicht für das angestrebte Ziel. Nach einigen weiteren Jahren, in denen das Team sukzessive verstärkt wurde, gelang es schließlich in der Saison 1988/89 mit 36:0 Punkten Meister der Regionalliga zu werden. Damit durfte man schlussendlich in die 2. Bundesliga Süd aufsteigen. Für diesen Aufstieg wurde die Mannschaft zudem wieder als Mannschaft des Jahres 1989 von der Stadt Speyer ausgezeichnet.
Nach der Debüt-Saison hier, kann man die Klasse jedoch erst einmal nicht halten und verpasst in der Abstiegsrunde knapp das rettende Ufer. Mit einer verstärkten Mannschaft gelang aus der Regionalliga heraus zur Saison 1991/92 der Wiederaufstieg. Mit dem achten Platz verpasste man in dieser Saison nun nur knapp die Aufstiegsrunde, in der Abstiegsrunde konnte man sich Problemlos behaupten und hielt über den ersten Platz locker die Klasse. Am Ende der Spielzeit 1992/93 erreicht man dann schließlich erstmals über den fünften Platz die Aufstiegsrunde. In der Staffel Süd, reichte es mit am Ende 28:36 Punkten jedoch nur für den dortigen letzten Platz. Die Folgesaison endete wieder in der Aufstiegsrunde, diesmal sogar auf dem vierten Platz. Nach der Saison 1994/95 verpasste man jedoch erstmals wieder die Aufstiegsrunde.
Trotz dieser eher schlechten Vorsaison wurde die Spielzeit 1995/96 zur besten in der kompletten Vereinsgeschichte. Diesmal wurde die Liga gleich von Beginn an in eine Nord- und eine Südstaffel eingeteilt. Die Mannschaft des TSV schaffte es hier mit 42:6 Punkten auf dem ersten Platz zu positionieren und durfte sich nun Meister der 2. Bundesliga Süd nennen. Als erster ging es jetzt wie die fünf dahinter platzierten Mannschaften in eine Relegationsrunde um den Aufstieg. Hier landete die Mannschaft in der Gruppe 1, verpasste mit 4:16 Punkten jedoch mehr als deutlich den möglichen Aufstieg.
Ebenso ins Jahr 1996 fällt auch die Aufkündigung der Kooperation des Basketball-Internat Speyer mit dem TSV, dadurch verließen auch einige Nachwuchsspieler den Verein. Dies stellte den Beginn des Abfalls der sportlichen Leistung da. Mit einem geschwächten Kader reichte es weiter in der 2. Liga Süd mit 10:26 Punkten nach der Saison 1996/97 nur für den achten Platz. Wobei man durch abgemeldete Mannschaften sowieso keinen Abstieg fürchten musste. Die Folgesaison verlief dann aber noch schlechter, nach der Abstiegsrunde rettete lediglich der Aufstieg der DJK Würzburg die Mannschaft vorm Absturz. Nach der Spielzeit 1998/99 lief es wieder besser, jedoch schaffte man erneut in der Abstiegsrunde nur deswegen den Klassenerhalt, weil sich eine Mannschaft bereits vorher zurückgezogen hatte und eine andere keinen einzigen Sieg vorweisen konnte.
Trotz dem erfolgten Klassenerhalt zog der Verein seine Mannschaft jedoch zurück um in der Oberliga wieder neu anfangen zu können.

#### Frauen
Die Frauen-Mannschaft erreichte Anfang der 1980er die Oberliga, wo man am Ende der ersten Saison auf dem dritten Platz landete. Nach ein paar Spielzeiten hier, war es aufgrund von Abgängen in der Mannschaft, jedoch von Mitte bis Ende der 1980er Jahre nicht mehr möglich eine erste Mannschaft zu melden. Erst zur Saison 1989/90 wurde eine neue begründet, welche nun wieder in der Bezirksliga anfing. Zur Saison 1990/91 startete man dann erstmals wieder in der Landesliga. Ende der 1990er Jahre spielte das Team schließlich auch wieder in der Oberliga.

#### Spielgemeinschaft
Im März 2002 schloss sich dann der TSV mit dem LC Schifferstadt zusammen, um mit ihren Mannschaften eine Spielgemeinschaft unter dem Namen TSV TOWERS Speyer-Schifferstadt zu bilden. Diese besteht auch bis heute. Das Basketball-Internat welches bis 1996 mit dem TSV kooperiert hatte formte später mit seinen Spielern eine SG mit dem TV Dürkheim und spielt heute unter dem Namen BIS Baskets Speyer.

### Volleyball
Aus der Regionalliga ging die erste Männer-Mannschaft zur Saison 2012/13 in die neue Dritte Liga über. In der dortigen Süd-Staffel erreichte man mit 12:24 Punkten in der Debüt-Saison erst einmal den Klassenerhalt. Nach der Spielzeit 2013/14 war dann aber erst einmal wieder Schluss und mit 19 Punkten ging es für die Mannschaft zurück in die Regionalliga, welche jedoch mittlerweile die vierthöchste Spielklasse darstellte. Nach einigen Jahren Abstinenz kehrte die Mannschaft dann zur Saison 2020/21 in die Dritte Liga wieder zurück. In dieser Runde kam das Team jedoch nur auf fünf Partien, da diese aufgrund der COVID-19-Pandemie vorzeitig abgebrochen wurde. Zu diesem Zeitpunkt stand man mit drei Punkten auf dem neunten Tabellenplatz. Somit spielt die Mannschaft auch in der Spielzeit 2021/22 wieder in der dritthöchsten Spielklasse.
Außerdem gibt es beim Volleyball vier weitere Männer-, zwei Frauen- sowie mehrere Jugend- und Mixedmannschaften.
Beim TSV Speyer ist auch die ehemalige Vizeweltmeisterin und Olympiateilnehmerin im Beachvolleyball Britta Büthe aktiv.

### Leichtathletik
Die Leichtathletik-Abteilung wurde durch ihre Sportler in den 1970er und 1980er Jahren mehrfach bei Deutschen Meisterschaften vertreten. In der Ausgabe des Jahres 1979 konnte hier Waltraud Glasauer die Bronzemedaille im Speerwurf erlangen. Bis heute hält zudem Heike Filsinger für den TSV startend den Pfälzer-Rekord im 100-Meter-Hürdenlauf als auch im Siebenkampf.

### Weitere Abteilungen
Bei TSV Speyer gibt es darüber hinaus die Abteilungen Badminton, Fechten, Handball, Kampfkunst, Tennis, Tischtennis und Turnen.